# Endoxyla vestita
Endoxyla vestita är en svampart som först beskrevs av Pier Andrea Saccardo, och fick sitt nu gällande namn av Munk 1966. Endoxyla vestita ingår i släktet Endoxyla och familjen Boliniaceae.   Inga underarter finns listade i Catalogue of Life.